# Mendoza dersuuzalai
Mendoza dersuuzalai är en spindelart som först beskrevs av Logunov, Wesolowska 1992.  Mendoza dersuuzalai ingår i släktet Mendoza och familjen hoppspindlar. Inga underarter finns listade i Catalogue of Life.